# Ptochophyle strigata
Ptochophyle strigata är en fjärilsart som beskrevs av W. Warren 1902. Ptochophyle strigata ingår i släktet Ptochophyle och familjen mätare. Inga underarter finns listade.